# Joventuts Musicals de Sabadell
Joventuts Musicals de Sabadell és la delegació sabadellenca de la Federació Internacional de Joventuts Musicals. Forma part de la Federació de Joventuts Musicals de Catalunya.
L'any 1956 un grup de sabadellencs vinculats a la música, un dels quals el director de l'Orfeó de Sabadell, Adolf Cabané, decidiren constituir una delegació de la Federació Internacional de Joventuts Musicals que havia estat organitzada l'any 1945 per Luxemburg, Bèlgica i França. L'Acadèmia de Belles Arts va cedir els seus locals per al desenvolupament de les activitats de la nova entitat. El concert inaugural va tenir lloc el 18 de març de 1956 amb l'aleshores jove pianista Antoni Ros-Marbà.
Per iniciativa de l'associació, l'any 1957 es va crear la Coral Sant Lluc, que el 22 de juny de 1958, sota la direcció de Salvador Uyà, va celebrar el seu primer concert públic a la Casa Duran de Sabadell. El 19 d'octubre de 1968 celebrà el seu segon concert a Sant Sebastià de Montmajor, dirigida per Salvador Uyà i amb la intervenció de la soprano Mirna Lacambra i de l'organista Montserrat Torrent.
Des del 2006 atorga cada dos anys el premi «Batuta d'Honor», un premi que va ser creat a l'ocasió del 50è aniversari. El 2016 van crear la seva pròpia orquestra simfònica.